# Diplolaimelloides deconincki
Diplolaimelloides deconincki är en rundmaskart som först beskrevs av Gerlach 1951.  Diplolaimelloides deconincki ingår i släktet Diplolaimelloides och familjen Monhysteridae. Arten är reproducerande i Sverige. Inga underarter finns listade i Catalogue of Life.